# Acolasis seraspis
Coenipeta seraspis là một loài bướm đêm trong họ Erebidae.